# Millevaches
Millevaches – miejscowość i gmina we Francji, w regionie Nowa Akwitania, w departamencie Corrèze.
Według danych na rok 1990 gminę zamieszkiwało 76 osób, a gęstość zaludnienia wynosiła 7 osób/km² (wśród 747 gmin Limousin Millevaches plasuje się na 524. miejscu pod względem liczby ludności, natomiast pod względem powierzchni na miejscu 539.).